# Cyphura pieridaria
Cyphura pieridaria är en fjärilsart som beskrevs av W. Warren 1902. Cyphura pieridaria ingår i släktet Cyphura och familjen Uraniidae. Inga underarter finns listade i Catalogue of Life.